# スティーヴン・ホーキングの著作
スティーヴン・ホーキングの著作（スティーヴン・ホーキングのちょさく）では、邦訳のあるスティーヴン・ホーキングの著作をとりあげる。

## ホーキング、宇宙を語る
ホーキング 林一訳『ホーキング、宇宙を語る：ビッグバンからブラックホールまで』 早川書房 1989
(Stephen Hawking. A Brief History of Time: From the Big Bang to Black Holes. Bantam Books, 1988)
ホーキングの最初の一般向け啓蒙書。世界でベストセラーになった。
1 私たちの宇宙像
ギリシャの天動説から、近代のガリレイ、ケプラー、ニュートンの地動説への変遷。
2 空間と時間
ニュートンは絶対静止空間を不要とした。さらにアインシュタインは絶対時間も否定した。
3 膨張する宇宙
ハッブルは宇宙が膨張している事を発見。ここからビッグバン理論が生まれた。
4 不確定性原理
ハイゼンベルクは不確定性原理を発見。これにより素粒子の波・粒子の二重性を説明できる。
5 素粒子と自然界の力
物質をつくる素粒子と、その間に働く4種類の力について。
6 ブラックホール
大きな星が重力崩壊するとブラックホールができる。
7 ブラックホールはそれほど黒くない
1974年に、ホーキングはブラックホールの熱放射を発見した（ホーキング放射）。だからブラックホールは最後には蒸発する。
8 宇宙の起源と運命
ビッグバン後、宇宙はちょうどいい速さで拡大した。それで星が生まれ、地球には生命が生まれた。
9 時間の矢
時間は逆行しない。これには、熱力学的な意味、人間の心理的な意味、宇宙の膨張の意味がある。
10 物理学の統合
相対性理論と量子力学は統合されるか。ひも理論がその候補。ただし10次元以上を必要とする。
11 結論 人間の理性の勝利
やがては宇宙を説明できる統合理論が発見され、人間の理性は勝利するだろう。

## ホーキングの最新宇宙論
ホーキング 佐藤勝彦監訳『ホーキングの最新宇宙論：ブラックホールからベビーユニバースへ』日本放送協会 1990
主に一般向けの講演・論文の集成。『ホーキング、宇宙へ語る』の後半部分、特に宇宙のはじまりの問題を詳しく解説。
1 ホーキング・私の半生
A Short Story (1987) 出典は記されていない。
2 ブラックホールとベビーユニバース
Black Holes and Baby Universes (1988)
1990年 東京でNTTデータ通信が協賛した講演原稿。
3 宇宙の始まり
The Origin of the Universe (1987) Cambridge, Print-87-0841
4 時空の涯て
The Edge of Spacetime (1984)
(出典は 1989年 "The New Physics", Cambridge University Press)
5 虚時間
Imaginary Time (1989) 直接の出典は記されていない。
6 時間の矢
The Arrow of Time (1986)
Hawking S. Arrow of Time in Cosmology. Physical Review D32, 2489-95 (1985) を講演向きにしたもの。
7 ブラックホールの量子力学
The Quantum Mechanics of Black Holes (1977)
（出典は S.W.Hawking. Scientific American 236, 34-42 (1977)）
8 物理学の統一
Unification of Physics (1984)
（出典は1984年 "The Great Ideas Today", Encyclopedia Brittanica Inc.）

## 時間順序保護仮説
ホーキング 佐藤勝彦監訳『時間順序保護仮説』 NTT出版 1991
1990-1991年の講演原稿を編集したもの。
1 全てのことは予めどうなるかが定められているのだろうか？
Is Everything Determined? (1990)
2 宇宙の未来
The Future of the Universe (1991)
3 アインシュタインの一般相対論と量子力学
Einstein's General Relativity and Quantum Mechanics
1991年、東京のNTTデータ ニューパラダイムセッションでの講演。
4 時間順序保護仮説
The Chronology Protection Conjecture
1991年、京都のマーセル・グロスマン会議での講演。
これを学術論文にしたものが、S.W.Hawking. Phys Rev D46, 603-611 (1992)

## 宇宙における生命
ホーキング 佐藤勝彦監訳 『宇宙における生命』 NTT出版 1993
1991-1992年の講演原稿を編集したもの。
1 私の信念
My Beliefs (1992) 出典は記されていない。
2 宇宙における生命
Life in the Universe (1991) 
1992年、NTTデータ、ニューパラダイムセッションでの講演
3 無境界条件と時間の矢
The No Boundary Condition and the Arrow of Time (1991)
1992年、早稲田大学の国際会議「量子論と宇宙」での講演
4 二次元ブラックホールの蒸発
Evaporation of Black Holes in Two Dimensions (1992)
S.W.Hawking. Evaporation of Two Dimensional Black Holes. Phys Rev Lett 69, 406-9 (1992) を講演向きにしたもの。

## 創造の種
ホーキング 佐藤勝彦 高柳雄一 『創造の種』 NTT出版 1995
ホーキングの文は2章まで。
1 オックスフォードとケンブリッジ
1993年の著作 "Black Holes and Baby Universes and other Essays" から。
2 創造の種
1993年 東京 NTTデータ 夏季特別セミナーで。
3 ビッグバン・モデルとその観測 （佐藤勝彦）
4 変わりゆく宇宙論 （高柳雄一）

## ホーキング博士と宇宙
ホーキング 向井清訳『ホーキング博士と宇宙』 北星堂書店 1995
(Stephen Hawking. Black Holes and Baby Universes)

## 時空の本質
ホーキング、ペンローズ 林一訳 『ホーキングとペンローズが語る時空の本質：ブラックホールから量子宇宙論へ』（英語版） 早川書房 1997
(Stephen Hawking and Roger Penrose. The Nature of Space and Time. Princeton University Press, 1996)
1994年のケンブリッジ大学でのホーキングとロジャー・ペンローズによる講演と討論。専門家向け。
1 古典理論 ホーキング
時空には特異点が存在する。そこでは一般相対性理論は成立しない。
2 時空特異点の構造 ペンローズ
特異点はブラックホールのような観測不能な場所にある。自然は裸の特異点を見せない。（宇宙検閲官仮説）
3 量子ブラックホール ホーキング
G=c=h=1とするプランク単位で、ブラックホールのエントロピーS=A/4 を導出。ブラックホールは熱を放射する。
4 量子論と時空 ペンローズ
ブラックホールでの情報の消失、量子論の観測問題（シュレディンガーの猫問題）を論じる。
5 量子宇宙論 ホーキング
無境界提案。宇宙をユークリッド的な空間の経路積分をもとに定義される状態と考える。この空間は通常の空間＋虚時間の４次元である。
6 ツイスターで見る時空 ペンローズ
ツイスター理論で宇宙を説明する。宇宙は開いている？
7 討論 ホーキングとペンローズ
シュレディンガーの猫をめぐって、ホーキングは実証主義者、ペンローズは実在主義者を自称する。

## ホーキング、未来を語る
ホーキング 佐藤勝彦訳『ホーキング、未来を語る』（英語版）アーティストハウス 2001
(Stephen Hawking. The Universe in a Nutshell. Bantam, 2001)
前著『宇宙を語る』の後半部に焦点をおき、豊富なカラー図を入れ、詳しくかつわかりやすくした。
1 相対論について
アインシュタインの相対性理論は時空間理解へ革命を起こした。ただしビッグバンの説明に限界がある。
2 時間の形
1960年代、我々はビッグバンは特異点からはじまったと証明した。それ以前には時間はなかった。
3 クルミの殻の中の宇宙
虚時間を導入すれば、ビッグバンの特異点問題を回避できるかもしれない。
4 未来を予測する
私達はブラックホールの熱放射を発見した。つまりブラックホールは蒸発するはず。
5 過去を守る
過去へ時間旅行する事が可能か？マクロ的には不可能だ。
6 私たちの未来は？
科学論文つまり我々の知識は、指数関数的に増加している。それだけの情報を処理する方法は？
7 ブレーン新世界
銀河の中心の暗黒物質は何か？M理論が想定する11次元の世界の影響もあるかもしれない。

## 時空の歩き方
ホーキングほか 林一訳 『時空の歩き方：時間論・宇宙論の最前線』早川書房 2004
(S.W.Hawking, K.S.Throne, I.Novikov, T.Ferris, A.Lightman. The Future of Spacetime. California Institute of Technology, 2002)
2000年の一般向け講演会を編集。
第3章「歴史家のために世界の安全を守る『時間順序保護』」（Chronology protection: Making the world safe for historians）のみがホーキングの講演原稿。マクロ世界で過去への旅行が不可能であることの証明。

## ホーキング、宇宙のすべてを語る
ホーキング、ムロディナウ 佐藤勝彦訳 『ホーキング、宇宙のすべてを語る』（英語版）ランダムハウス講談社 2005 
(Stephen Hawking and Leonard Mlodinow. A Briefer History of Time. Bantam Books, 2005)
最初の一般むけ著作 "A Brief History of Time" から、難しくなりがちな量子力学や素粒子物理学などの話をほぼ省き、より短く（brieferに）した。
1 宇宙について考える

2 進化する宇宙像
アリストテレス、プトレマイオス、コペルニクス、ケプラーの宇宙像
3 科学理論の本質
現在主導的な科学理論は、相対性理論と量子力学だ。
4 ニュートンの宇宙
ニュートンの理論は絶対静止空間を要請しない。
5 相対性理論
アインシュタインは絶対時間を放棄して、光速度不変を説明した。
6 曲がった空間
アインシュタインは重力を空間の曲がりで説明した。
7 膨張している宇宙
1929年にハッブルはほとんどの銀河が遠ざかっている事を発見した。
8 ビッグバン、ブラックホール、宇宙の進化
宇宙はビッグバンから生まれた。大きな星が重力崩壊するとブラックホールになる。
9 量子重力理論
相対性理論は量子力学と統合され、重力に関する量子論とされねばならない。
10 ワームホールとタイムトラベル
タイムトラベルは可能か。未来へは準光速移動ができれば可能だ。過去へはマクロ的には困難だ。
11 自然界の力と統一理論
統一理論はできるか。1980年代以後ひも理論が有力だが、10次元以上を必要とする。
12 結論
宇宙を説明できる究極理論が発見されれば、神の役割が示唆されるだろう。

## ホーキング 宇宙の始まりと終わり
ホーキング 倉田真木訳 『ホーキング 宇宙の始まりと終わり：私たちの未来』 青志社 2008
(Stephen Hawking. The Theory of Everything: The Origin and Fate of the Universe. Phoenix Books and Audio, 2007)
1993年のケンブリッジ大学での講義をDove Books & Audioが収録、1996年に書籍化し、2007年にPheonix Books が再版したもの。 
邦訳は21世紀だが、原著執筆は『ホーキング、宇宙を語る』に近い頃で、内容も近い。用語解説・人名解説はあわせて48pp.あり充実。
1 宇宙についての考え方

2 膨張する宇宙

3 ブラックホール

4 ブラックホールはそんなに黒くない

5 宇宙の起源と運命

6 時間の方向性

7 万物の理論

## ホーキング、宇宙と人間を語る
ホーキング、ムロディナウ 佐藤勝彦訳『ホーキング、宇宙と人間を語る』（英語版） エクスナレッジ 2010
(Stephen Hawking and Leonald Mlodinow. The Grand Design. Bantam Books, 2010)
宇宙の存在理由をM理論が説明してくれるかもしれないという主旨。
1 この宇宙はなぜあるのか？ - 存在の神秘

2 自然法則はいかに創られたか？ - 法則の決まり

3 実在とは何か？ - モデル依存実在論

4 すべては無数の歴史の足し上げで決まるのか？ - 量子論の描く世界

5 万物の理論はあるのか？ - 無数の宇宙を予言するM理論

6 この宇宙はどのように選ばれたのか？ - 相対論と量子論の描く宇宙

7 私たちは選ばれた存在なのか？ - 見かけ上の奇跡

8 グランドデザイン - 宇宙の偉大な設計図

## ホーキング、自らを語る
ホーキング 池央耿訳 『ホーキング、自らを語る』（英語版） あすなろ書房 2014
(Stephen Hawking. My Brief History. Bantam Books, 2013)
1 幼年期
私の生まれは奇しくも、ガリレオの没後300年の1942年1月8日。
2 セント・オルバンス
私は機械仕掛けと見れば、どうして動くのか知りたくて、片っ端から分解した。
3 オックスフォード
友人に恵まれ、オックスフォード大学のボート部生活は楽しかった。
4 ケンブリッジ
大学院で一般相対性理論を研究。ALSを発症。ジェインと結婚。
5 重力波
重力波の検出を考えたが、自分には無理と考えてやめた。
6 ビッグバン
ビッグバンはどう始まったか。私たちは1960年代に、特異点が時空のはじまりという特異点定理を証明した。
7 ブラックホール
1939年にオッペンハイマーはブラックホールを予測した。1974年にブラックホールからの熱放射を発見。
8 カリフォルニア工科大学
キップ・ソーンがカリフォルニアに招いてくれた。電動車椅子は自立の助けになった。
9 結婚
気管切開、人工呼吸が必要になった。ジェインと離婚、看護師のエレインと再婚、再び離婚。
10 時間小史
1988年に一般読者向けの本を書く。題は「時間小史」（邦訳『ホーキング、宇宙を語る』）。
11 時間旅行
ソーンが時間旅行の可能性を提起した。考えてみたが、過去に行くには負のエネルギーが必要だ。
12 虚数時間
虚数時間を取り入れ、1983年にハートルと無境界仮説を提案。特異点を除くことができた。
13 果てしなき道
発病後、五十年を経た今では、これまでをふりかえって静かな満足を覚えている。

## ホーキング、ブラックホールを語る
ホーキング 塩原通緒訳『ホーキング、ブラックホールを語る：BBCリース講義』早川書房 2017
(Stephen Hawking. Black Holes: The BBC Reith Lectures. Bantam Books, 2016)
2016年の一般向けラジオ放送原稿。ブラックホールにテーマをしぼった。
1 ブラックホールには毛がないのか
1960年代まで、ブラックホールには3つの情報（質量、角運動量、電荷）しかないとされていた。（ブラックホール無毛定理）
2 ブラックホールはそれほど真っ黒ではない
1974年にホーキング放射を発見。だからブラックホールは最後に消滅する。

## ホーキング、最後に語る
ホーキング、ハートッホ（松井信彦訳）、佐藤勝彦、白水徹也 『ホーキング、最後に語る：多宇宙をめぐる博士のメッセージ』早川書房 2018
ホーキングの最後の学術論文の解説として、日本で編集。
pp.71-92の「永久インフレーションからの滑らかな離脱？」
(S.W.Hawking and Thomas Hertog. A smooth exit from eternal inflation? Journal of High Energy Physics (2018)) がホーキングとハートッホの論文。

## ビッグ・クエスチョン
ホーキング 青木薫訳 『ビッグ・クエスチョン：＜人類の難問＞に答えよう』（英語版） NHK出版 2019
(Stephen Hawking. Brief Answers to the Big Questions. Bantam Books, 2018)
ホーキング死去時には未完成だった。同僚や家族らによって完成。
1 神は存在するのか？

2 宇宙はどのように始まったのか？

3 宇宙には人間のほかにも知的生命が存在するのか？

4 未来を予言することはできるのか？

5 ブラックホールの内部には何があるのか？

6 タイムトラベルは可能なのか？

7 人間は地球で生きていくべきなのか？

8 宇宙に植民地を建設するべきなのか？

9 人工知能は人間より賢くなるのか？

10 より良い未来のために何ができるのか？

## 時空の大域的構造
ホーキング、G.F.R.エリス 富岡竜太他訳 『時空の大域的構造』（英語版）プレアデス出版 2019
(S.W.Hawking and G.F.R.Ellis. The Large Scale Structure of Space-Time. Cambridge University Press, 1973)
邦訳は新しいが、原著発刊は1973年。特異点定理を証明する専門書。ホーキング自身が「この本はきわめて専門的で、（一般人には）とても読めたものではない。」と『ホーキング、宇宙を語る』の序文で書いている。
1 重力の役割

2 微分幾何

3 一般相対論

4 曲率の物理学的意義

5 厳密解

6 因果構造

7 一般相対論におけるCauchy問題

8 時空特異点

9 重力崩壊とブラックホール

10 宇宙の初期特異点

## 長女ルーシー・ホーキングとの共著
長女ルーシー・ホーキングとの共著、少年少女向けの作品が以下。
- 宇宙への秘密の鍵（英語版） さくまゆみこ訳 岩崎書店 2008
- 宇宙に秘められた謎（英語版） さくまゆみこ訳 岩崎書店 2009
- 宇宙の誕生：ビッグバンへの旅（英語版） さくまゆみこ訳 岩崎書店 2011
- 宇宙の法則：解けない暗号（英語版） さくまゆみこ訳 岩崎書店 2015
- 宇宙の生命：青い星の秘密（英語版） さくまゆみこ訳 岩崎書店 2017
- 宇宙の神秘：時を超える宇宙船 さくまゆみこ訳 岩崎書店 2020
- 宇宙への扉をあけよう：ホーキング博士の宇宙ノンフィクション さくまゆみこ訳 岩崎書店 2021 上記6冊のコラム・エッセイの合本

## 関連書

### 「ホーキング、宇宙を語る」ガイドブック
ホーキング編 林一訳 『「ホーキング、宇宙を語る」ガイドブック』早川書房 1992
(Edited by Stephen Hawking, Prepared by Gene Stone. Stephen Hawking's Brief History of Time: A Reader's Companion. Bantam Books, 1992)
写真提供はホーキング。文章は周囲の人々による。
実際の編集作業はジーン・ストーンによる。

### ホーキング 未来を拓く101の言葉
桝本誠二著 『ホーキング 未来を拓く101の言葉』 KADOKAWA 2018